# Bothriurus patagonicus
Espèce
Bothriurus patagonicus est une espèce de scorpions de la famille des Bothriuridae.

## Distribution
Cette espèce est endémique d'Argentine. Elle se rencontre dans les provinces de Neuquén, de Río Negro et de Chubut.

## Description
La femelle holotype mesure 36,70 mm et le mâle paratype 36,70 mm.

## Étymologie
Son nom d'espèce lui a été donné en référence au lieu de sa découverte, la Patagonie.

## Publication originale
- Maury, 1968 : Aportes al conocimiento de los escorpiones de la Republica Argentina II. Algunas consideraciones sobre el genero Bothriurus en la Patagonia y Tierra del Fuego con la descripcion de una nueva especie (Bothriuridae). Physis Buenos Aires, vol. 28, p. 149-164.